# 張仲良 (光緒進士)
張仲良（？—？），廣西省桂林府臨桂縣人，清朝政治人物。同進士出身。
光緒二年（1876年），參加丙子恩科會試，得貢士第215名。殿試登進士3甲第27名。同年五月（6月3日），著分六部學習。